# Jesús Martínez Oliva
Jesús Martínez Oliva (Múrcia, 1969) és un artista contemporani i professor universitari espanyol. Basa la seva investigació tant a nivell teòric com des de la pràctica artística en la problemàtica de l'articulació de les identitats des de les perspectives del gènere i la sexualitat.
El 1994 va dur a terme una exposició relacionada amb els significats privats de la realitat pública a l'Espai 13 de la Fundació Joan Miró, amb el rerefons de Montjuïc com a lloc de trobada nocturna per a homosexuals. Una escultura fàl·lica feta amb cables dominava l'exposició juntament amb unes politges per on passaven pel·lícules que no es projectaven. Tal com va
explicar Manel Clot a la seva crítica a Lápiz:
| «            | Així doncs, no es tracta només d'una idea de l'art en temps de la sida o de la seva eficàcia resolutiva com a dispositiu artístic tridimensional complex, sinó també d'una interessant reflexió —encara que potser una mica prematura, d'altra banda— sobre alguns aspectes genèrics de les relacions humanes —íntimes i no tan íntimes—, que semblen, de moment, condemnades a fallar per alguna banda. | » |
| — Lápiz, 102 | |   |

El tema central es revela avui d'una actualitat demolidora: el declivi de l'àmbit íntim davant de l'àmbit públic.

## Exposicions rellevants
individuals
- 1994 — Fluïds discontinus, Espai 13, Fundació Joan Miró, Barcelona.
- 1998 — El secreto de tener un secreto, Espacio Mínimo, Murcia.
- 1998 — Sujeciones, La Gallera, Dirección General de Promoción Cultural, Museos y Bellas Artes, Generalitat Valenciana,
- 2005 — Jesús Martínez Oliva. Sala de Verónicas. Murcia.

col·lectives
- 2001 — Los ochenta en los noventa, IVAM
- 2001 — Líneas de fuga, Primera Biennal de les Arts de València
- 2002 — Héroes caídos. Masculinidad y representación, Espai d'Art Contemporani de Castelló
- 2004 — The Gendered City. Urban Space and Gender Construction, Unit 2 Gallery, London Metropolitan University i Palacio Aguirre, Conca

## Publicacions
- Aliaga, Juan Vicente (a càrrec de). Miradas sobre la sexualidad en el arte y la literatura del siglo XX en Francia y España. 1a ed..  València: Universitat de València, Facultat de Filologia, Dep. de Filologia Francesa i Italiana, 2001. ISBN 978-84-370-4572-6.
- Martínez Oliva, Jesús. El desaliento del guerrero: representaciones de la masculinidad en el arte de las décadas de los 80 y 90.  Múrcia: Cendeac, 2005. ISBN 978-84-609-5248-0.
- Santos Sánchez-Guzmán, Eva (coord.). Escultura I. 1a ed..  Múrcia: DM, 2005. ISBN 978-84-8425-440-9.